# The Gravedancers
The Gravedancers é um filme de 2006 do gênero terror americano. Foi escolhido como um dos 8 Films To Die.

## Sinopse
Três amigos se reúnem para o enterro de um velho colega. Alcoolizados, voltam para o cemitério e lá encontram uma carta que mudará suas vidas para sempre. Ao dançarem em cima de túmulos, como manda a carta, os três despertarão a fúria dos mortos e enfrentarão um mês de puro terror, até que a maldição perca sua força. Mas os mortos não querem voltar sozinhos de onde vieram.

## Elenco
- Dominic Purcell como Harris McKay
- Josie Maran como Kira Hayden
- Clare Kramer como Allison Mitchell
- Marcus Thomas como Sid Vance
- Tchéky Karyo como Vincent Cochet
- Megahn Perry  como  Frances Culpepper
- Martha Holland como Emma
- Oakley Stevenson como mulher caçada
- Samantha MacIvor como enfermeira Jenny